# 真田丸

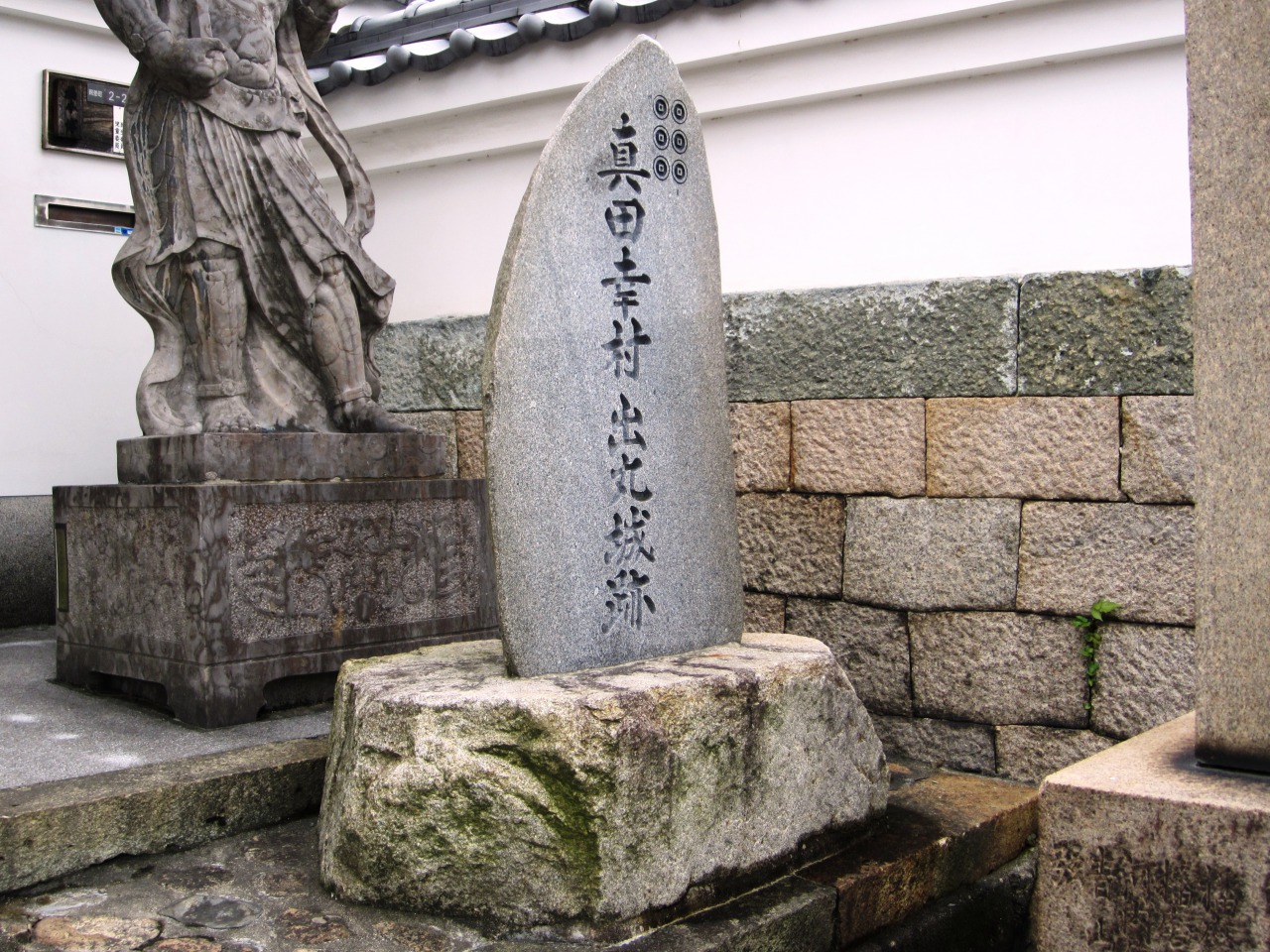
真田幸村出丸城遗迹碑（大阪府大阪市天王寺区餌差町心眼寺）

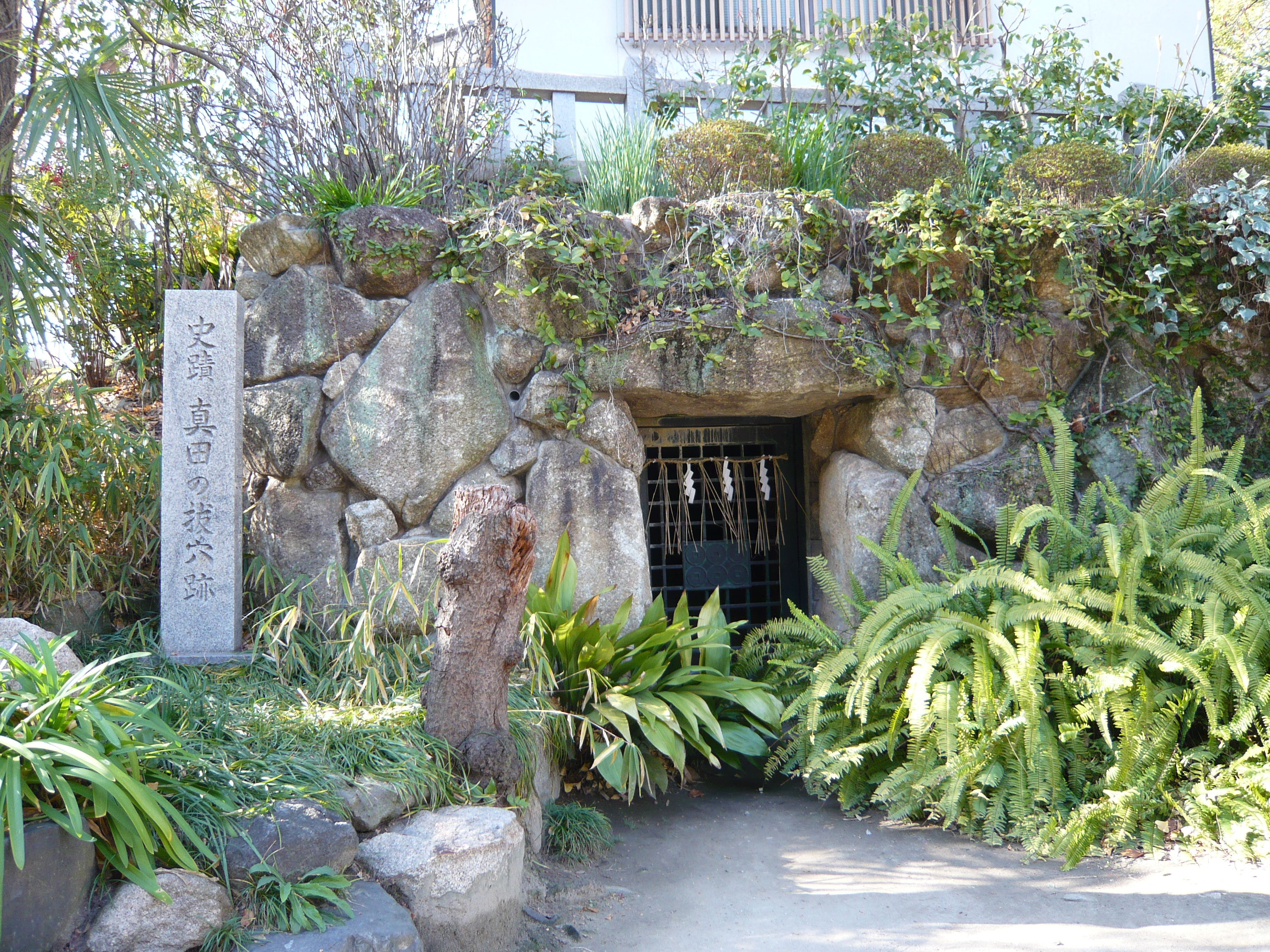
据传可通往大坂城的暗道遗迹，位于镇守真田山的三光神社内

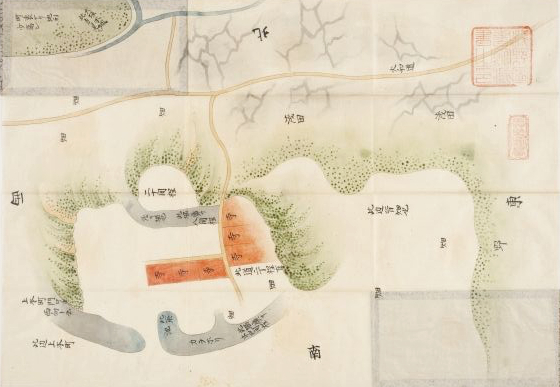
真田丸城鎮圖

真田丸（日语：／ Sanada-maru）是庆长19年（1614年）丰臣氏的真田信繁在大坂之役中于大坂城的平野口以南构筑的城（防禦工事），现已不復存在。

## 概要
丰臣秀吉建立的大坂城位于上町台地北端，周围由淀川、大和川等河流守护，虽然易守难攻，但其南边为平坦台地，只设有枯水护城河作防御，成为大坂城的一个突出的弱点。
1614年（庆长十九年），丰臣氏与德川氏的战事一触即发，大坂城附近聚集了从各诸侯国而来的浪人。1614年（庆长十九年）10月，在大坂城丰臣家的召唤下，真田信繁逃出流放地高野山进入大坂城。真田信繁和猛将后藤基次（后藤又兵卫）等浪人武将皆主张积极狙击德川大军于宇治·濑田河口（淀川）之地，但遭到城内丰臣家臣的否决，遂着手于大坂城外的平野口构筑东西向约180米的半圆形防御工事「真田丸」。
真田信繁曾在1600年（庆长5年）协助其父真田昌幸于信浓国上田城（今长野县上田市）指挥第二次上田合战，利用游击战术以寡敌众拖延德川军的步伐，使其来不及参加关原之战。根据这次经验，真田信繁推设大坂城自南受袭，在平野口构筑独立的子城郭，自己于城郭内作守备以期制止德川氏的入侵。
1615年1月3日（慶長19年12月4日）早晨，真田信繁挑衅德川氏的前田利常、井伊直孝、松平忠直等部队，德川军开始进攻真田丸，真田丸之战发生。后真田信繁以火繩槍攻势大败德川方数万大军，德川军遭到重创，全军撤退。
但大坂冬之阵時，德川家康集中了大量的火炮（蛇砲、大筒「芝辻砲」等）猛烈轰击大坂城，以致屋瓦破碎、人員死傷，形成武力威攝，並透過政治手腕停战，而大坂城则因为和解条件而被填埋护城河，更被迫拆除外墙，在冬之阵中发挥重要功能的真田丸也于此时被拆除。在真田丸遗迹所在建有三光神社。

## 構造
真田丸东西约长180（590英尺），呈半圆形，出口位于其后方及两翼。三面筑有护城河与城墙，外侧更设有三重栅栏。《大坂夏之陣圖屏風》等绘画中也画出真田丸城门前的方形挡墙。
近年也有研究认为真田丸所在的上町台地东侧地形颠簸起伏，真田丸很可能是独立于大坂城的。构筑真田丸的目的可能在于建筑一座孤垒以故意引诱德川军。

## 史料
- 《山口休庵噺》（日語）
- （ASIN B008V39WI4）日本ndl （页面存档备份，存于）（日語）
- 《摄津名所图会（日语：摂津名所図会）大成》卷3（暁鐘成作　松川半山・浦川公佐画　安政2年以後　1855年～）（日語）
- （日語）
- （日語）
- （日語）
- （日語）
- （日語）
- （日語）
- （日語）
- 千田, 嘉博.  . 三笠書房（日语：三笠書房）. 2015. ISBN 9784837926146 （日语）.
- （日語）
- （日語）